# مخزن طرفي

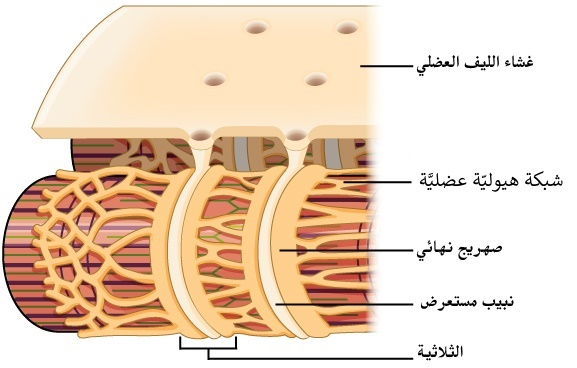
أنيبيب مستعرض ضيق يسمح بتوصيل السيالات العصبية الكهربائية.الشبكة الإندوبلازمية العضلية sarcoplasmic reticulum تنظم مستويات الكالسيوم داخل الخلية. مخزنان طرفيان (يوجدان في مكان اتصال الجزء المتضخم من الشبكة الاندوبلازمية العضلية بالأنيبيب المستعرض) .يشكل الأنبوب المستعرض مع جزئي الشبكة الإندوبلازمية العضلية الجانبيين اللذين يقع هو بينهما (يكون مقحما بينهما) مجموعة مكونة من ثلاثة تراكيب غشائية هي الأنيبيب المستعرض و جزءا الشبكة الاندوبلازمية العضلية على جانبيه و تسمى بالمنظومة الثلاثية triad.

المخازن الطرفية (بالإنجليزية: terminal cisternae)‏ هي مناطق متضخمة من الشبكة الإندوبلازمية العضلية تحيط بالأنيبيبات المستعرضة . هذه المناطق المنفصلة و المتميزة و التي تقع ضمن الخلية العضلية تخزن أيونات الكالسيوم (و بذلك تزيد قدرة الشبكة الإندوبلازمية على إطلاق و تحرير الكاسيوم) و هي تحرر الكالسيوم عندما يمر جهد الفعل على طول الأنيبيبات المستعرضة محفزا انقباض العضلة. و لأن المخازن الطرفية تضمن إيصال الكالسيوم؛هذه المخازن متطورة بشكل جيد في العضلات سريعة الانقباض (العضلات التي تنقبض بسرعة) مثل العضلات الهيكلية سريع الانتفاض ( حركة مفاجئة تشبه الارتعاش و هي تصف هيئة انقباض العضلة) . المخازن الطرفية تستمر في إطلاق و تحرير الكالسيوم الذي يرتبط بدوره بالتروبونين . و هذا يحرر التروبوميوسين مما يؤدي إلى كشف (تعريض)  و إظهار المواقع النشطة للخيوط الرفيعة (خيوط الأكتين) . مع العلم أن العضلة القلبية ليس لديها مخازن طرفية بينما الهيكلية لديها هذه المخازن  .